# ヨハネス・シェーナー

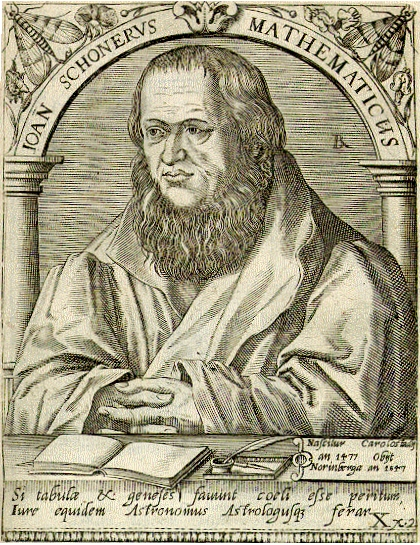
Joan Schonerus Mathematicus

ヨハネス・シェーナー（Johannes Schöner、別名として Johann Schönner, Johann Müller “Regiomontano”, Johan Werner, Jean Schönner、1477年1月16日 – 1547年1月16日）は、ドイツの天文学者、地図製作者である。
1494年からエアフルトで薬学、数学、神学などを学んだ。自ら印刷所を所有し、多くの地図や地球儀を製作した。非常に初期の印刷された地球儀は1515年にシェナーが製作した。1526年からニュルンベルクで数学の教授となった。

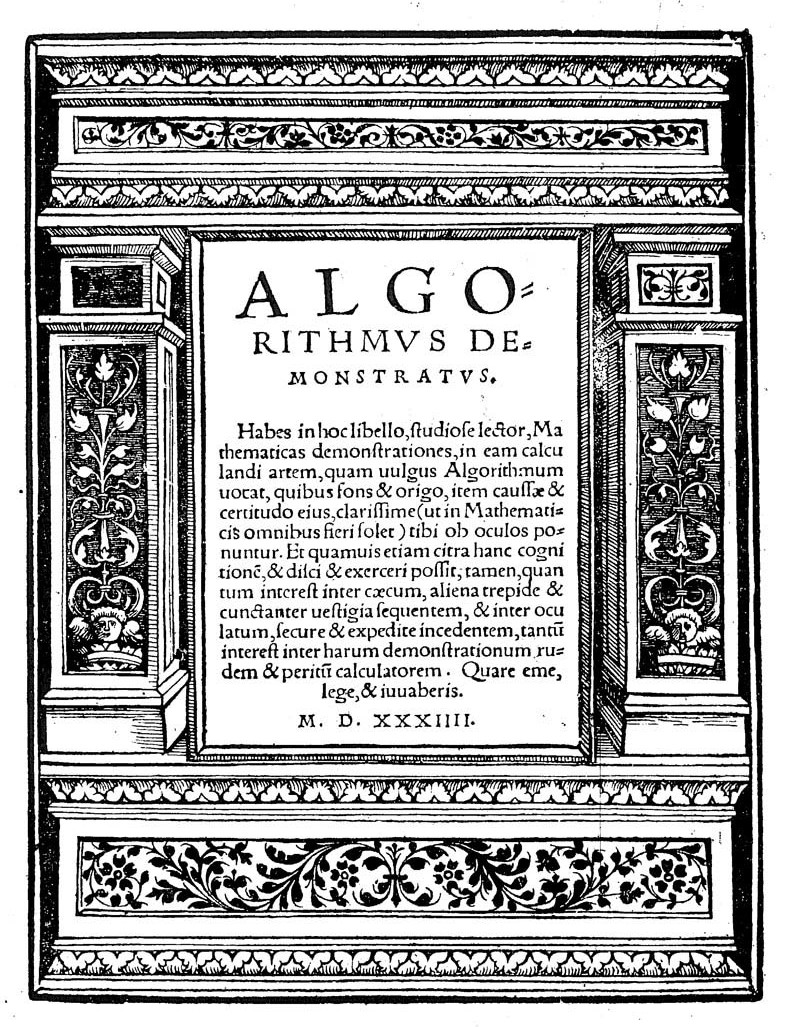
Algorithmus demonstratus, 1534

1513年に作成されたとされるピーリー・レイースの地図と同じように、当時知られていなかった南極を描いた地球儀を1520年に製作している（英語版シェーナーの地球儀を参照）。